# E. I. du Pont de Nemours and Company
E. I. du Pont de Nemours and Company (kurz DuPont) war einer der weltweit größten Konzerne der Chemischen Industrie, der 2017 durch die Fusion mit Dow Chemical im neuen Unternehmen DowDuPont aufging und seit Juni 2019 als DuPont de Nemours firmiert.
1802 als Unternehmen für Sprengstoffe gegründet, wandelte sich DuPont zu einem Konzern für Chemie, Materialien und Energie. Vor der Fusion mit Dow erstreckte sich die Produktpalette von DuPont auf die Bereiche Landwirtschaft, Ernährung, Gesundheit, Elektronik, Kommunikation, Sicherheit, Haushalt, Bau, Verkehr und Bekleidung. Zu seinen bekanntesten Marken gehören – neben DuPont selbst: Pioneer (Saatgut), Teflon (Fluorpolymere, Filme, Textilienschutz, Fasern und Dispersionen), Corian, Kevlar, Nomex und Tyvek.

## Geschichte

### Die Anfänge
DuPont wurde 1802 von Eleuthère Irénée du Pont gegründet, zwei Jahre nachdem er und seine Familie aus Frankreich in die USA ausgewandert waren, um der Französischen Revolution zu entfliehen. Zunächst begann er mit der Produktion von Sprengstoffen, da die Industrie dafür in Nordamerika noch nicht so weit wie die europäische entwickelt war und ein entsprechend großer Markt erwartet wurde. Die Firma wuchs schnell und war um die Mitte des 19. Jahrhunderts der größte Sprengstofflieferant für das US-Militär, der mehr als die Hälfte der Lieferungen für die Unionsarmee im Amerikanischen Bürgerkrieg bestritt.
DuPont setzte sein Wachstum fort und stieg in die Produktion von Dynamit und rauchschwachem Pulver ein. Im Jahre 1902 starb DuPonts Präsident Eugene du Pont und die anderen Partner verkauften ihren Anteil an die drei Urenkel des Unternehmensgründers. Es wurden mehrere kleinere Chemiefirmen zugekauft, bis im Jahre 1912 im Zuge des Sherman Antitrust Act ein Gericht die marktbeherrschende Stellung (Monopol) bei Sprengstoffen feststellte und die Zerschlagung in mehrere Teile anordnete. In der Folge wurden die Hercules Powder und die Atlas Chemical companies gegründet. Der Eintritt der USA in den Ersten Weltkrieg 1917 ließ den Gewinn des Unternehmens von 80 Mio. US-Dollar (1916) auf 250 Mio. US-Dollar (1918) anschwellen. DuPont lieferte vor allem Spezialmunition für Flugzeuge und Schwarzpulver-Pellets als Munitionsbestandteil.

### Neue Geschäftsfelder 1900 bis 1945
In dieser Zeit baute DuPont auch zwei der ersten Industrieforschungslabore in den USA auf, wo mit der Arbeit an der Zellulose-Chemie, Lacken und anderen nicht-explosiven Produkten begonnen wurde.
1914 investierte Pierre S. du Pont in die noch junge Automobilindustrie, indem er ein Aktienpaket von General Motors (GM) kaufte. Im folgenden Jahr wurde er zum Vorstandsmitglied bei GM berufen. Du Pont wollte die schwächelnde Autofirma unterstützen und kaufte ein weiteres GM-Aktienpaket im Wert von 25 Millionen US-Dollar. So wendete er den Konkurs von GM ab und übernahm 1920 den Vorsitz. In den Folgejahren wuchs GM zur weltweit größten Firma ihrer Zeit. Jedoch führte der große Einfluss von DuPont bei GM dazu, dass 1957, wiederum aufgrund des Sherman Antitrust Act, die Anteile verkauft werden mussten.
In den 1920er Jahren setzte DuPont seine Konzentration auf die Werkstoffwissenschaften fort. 1928 begann Wallace Carothers mit der Arbeit an Polymeren. Carothers entdeckte 1930 das Neopren, einen synthetischen Gummi, synthetisierte als erster Polyester und entwickelte 1935 die Polyamidfaser Nylon. Später entwickelte die Firma das Acrylglas Lucite und ließ das von Roy Plunkett entdeckte Teflon patentieren.
Während dieser ganzen Zeit blieb DuPont ein Produzent von Kriegsgütern für die beiden Weltkriege und spielte ab 1943 im Manhattan-Projekt eine wichtige Rolle, wo es Konstruktion, Bau und Betrieb der Plutonium-Produktionsanlage in Hanford und des Oak Ridge National Laboratory in Tennessee übernahm.

### Weiterentwicklung nach dem Zweiten Weltkrieg
Nach dem Zweiten Weltkrieg konzentrierte sich DuPont wieder auf neue Materialien wie Mylar (PET-Folie), Dacron (PET-Faser), Orlon (Polyacrylnitril-Faser) und Lycra (Elasthan) in den 1950er und Tyvek (PE-Vlies), Kevlar und Nomex (aromatische Polyamide) sowie Corian (66 % Gibbsit und ca. 34 % Polymethylmethacrylat, Plexiglas) in den 1960er Jahren. DuPont-Werkstoffe waren für den Erfolg des Apollo-Programms von entscheidender Bedeutung.
Im Oktober 1985 gab es ein Joint-Venture zwischen dem bedeutenden Elektronikhersteller Philips und DuPont, aus dem sich das Unternehmen Philips & DuPont Optical (PDO) entwickelte, welches sich auf die Herstellung von Audio-CDs spezialisierte. Es entstanden CD-Presswerke u. a. in Langenhagen (Deutschland), Blackburn (England), Wilmington (USA) und Frankreich.
1981 übernahm DuPont Conoco Inc., einen großen amerikanischen Öl- und Gas-Produzenten. Danach bestand ein eigener petrochemischer Zugang zu Rohstoffen für die Herstellung von Kunststoffen und Fasern. Diese Akquisition, die DuPont zu einem der Top-10-Öl- und -Gas-Produzenten machte, passierte nach einem Übernahmeversuch durch Seagram Company Ltd., die als DuPonts größter Einzelaktionär vier Sitze im Vorstand beanspruchten. Am 6. April 1995 gab DuPont bekannt, dass alle von Seagram gehaltenen Aktien zurückgekauft würden.
Im Jahr 1986 wurde die Shell Agricultural Chemical Company (SACC) übernommen.
1991 verkaufte DuPont seinen Anteil (50 %) an der Consolidation Coal Co. für über 1 Mrd. $ an die Rheinbraun. Aus dem Konzern entstand später Consol Energy.
Im März 1999 übernahm DuPont die Herberts GmbH (Autolacke) und führte diese unter dem Namen DuPont Performance Coatings weiter.
DuPont trennte sich 1999 wieder von Conoco, um das Geschäft in ein Joint-Venture mit Phillips Petroleum Company einzubringen, aus dem später ConocoPhillips hervorging. Im selben Jahr änderte CEO Carles O. (Chad) Holliday den Fokus von der Petrochemie hin zu nachwachsenden Rohstoffen. 1999 wurde außerdem das zu diesem Zeitpunkt weltweit größte Saatgutunternehmen Pioneer Hi-Bred übernommen.
Im Jahre 2003 wurde der traditionelle Faserbereich (DuPont Textiles and Interiors) in das neu gegründete Tochterunternehmen Invista ausgegliedert, deren Anteile im April 2004 an Koch Industries verkauft wurden. Mit KoSa (ehem. Polyestersparte der Hoechst AG) erfolgte eine Fusion zur Invista Resins & Fibres GmbH.
2007 wurde das Unternehmen von der Europäischen Kommission wegen Beteiligung an einem Chloropren-Kautschuk-Kartell mit einer Geldbuße belegt. An dem laut Kommission zwischen 1993 und 2002 bestehenden Kartell waren ebenfalls die Konzerne Bayer, Denka, Dow Chemical, Eni und Tosoh beteiligt.
Am 30. August 2012 gab DuPont bekannt, dass mit der Carlyle Group eine Vereinbarung über den Verkauf von DuPont Performance Coatings (DPC) für 4,9 Milliarden US-Dollar abgeschlossen wurde. Heute trägt sie den Namen Axalta.
Anfang 2015 setzte der Investorenaktivist Nelson Peltz die damalige CEO Ellen J. Kullman unter Druck, was gegen Ende des Jahres zu ihrer Absetzung führte.
Zum 1. Juli 2015 wurde das Titandioxid- und Kältemittel-Geschäft unter dem Namen Chemours abgespalten.

## Ehemalige Vorstände
| Crawford Greenewalt | 1948–1962                              |
|                     |                                        |
| Irving S. Shapiro   | 1973–1981                              |
| Edward G. Jefferson | 1981–1986                              |
|                     |                                        |
| Edgar S. Woolard    | 1989–1995                              |
| John A. Krol        | 1995–1998                              |
| Charles O. Holliday | 1998–2008                              |
| Ellen J. Kullman    | 31. Dezember 2008 bis 16. Oktober 2015 |
| Edward D. Breen     | 16. Oktober 2015–                      |

## DuPont in Deutschland
1961 wurde die DuPont Chemie GmbH gegründet. Bereits im Jahr darauf erwarb das Unternehmen die Adox Fotowerke Schleussner GmbH mit Sitz in Neu-Isenburg. 1968 baute DuPont in Uentrop ein neues Werk für die Herstellung von technischen Kunststoffen und Verbundglasfolien.
Im Jahr 1999 übernahm DuPont die Herberts GmbH von Hoechst mit Hauptsitz in Wuppertal. Das Unternehmen wurde unter dem Namen DuPont Performance Coatings GmbH (DPC) weitergeführt, bis es 2012 an die Carlyle Group verkauft wurde. Das Unternehmen trägt nun den Namen Axalta Coating Systems. Es entwickelt, produziert und vertreibt Lacke für die Automobilerstlackierung, die Autoreparaturlackierung und Beschichtungen für industrielle Anwendungen. Im Jahr 2000 kam durch die Übernahme von Pioneer in Buxtehude ein weiterer Standort hinzu.
Für DuPont war Deutschland nach den USA weltweit der zweitgrößte Markt. An den vier genannten Standorten war mit knapp 3500 Mitarbeitern ein Viertel aller Beschäftigten aus Europa, dem Nahen Osten und Afrika tätig. Der Sitz von DuPont in Deutschland wechselte mehrmals. Nach Frankfurt am Main, Dreieich und Bad Homburg hatte das Unternehmen seine Zentrale im Jahr 2008 nach Neu-Isenburg verlegt, wo schon seit über 50 Jahren ein Teil der Produktion angesiedelt war.

## Produktpalette
Viele Kunststoffe sind unter den Handelsnamen von DuPont bekannt geworden, so zum Beispiel:
- Cordura (Polyamid: reißfestes Gewebe)
- Corian (Mineralwerkstoff)
- Crastin
- Elastan
- Hytrel
- Kapton (Polyimid)
- Kevlar (Polyaramidfasern)
- Lycra (Polyamid-Elasthan: Elastische Synthetikfaser)
- Mylar (Polyethylenterephthalat-Polyesterfolie)
- Nafion (Elektrolyt-Membrane für PEM-Brennstoffzelle)
- Neopren (zunächst Dupren genannt, Chloropren (2-Chlor-1,3-butadien))
- Nomex (Polyaramid: Gewebe)
- Nylon (Polyamid 6.6: Synthetikfaser)
- Sorona
- Tedlar (Polyvinylfluorid, Thermoplast)
- Teflon (Polytetrafluorethylen)
- Typar
- Tyvek (papierartiges Faservlies)
- Viton
- Zytel

Im Bereich Lacke zählte DuPont mit den Marken DuPont Refinish, Spies Hecker und Standox zu den weltgrößten Herstellern von Autoreparaturlacken.

### Landwirtschaft
Mit der Übernahme von Pioneer Hi-Bred 1999 wurde DuPont zum zweitgrößten Saatguthersteller (hinter Monsanto) weltweit. Der Konzern hatte laut Schätzungen 2008 einen Anteil von 14 % am Markt für rechtlich geschütztes Saatgut. Pioneer stellt unter anderem auch transgenes Saatgut her.
DuPont wurde von NGOs wie der ETC Group und Greenpeace vorgeworfen, auf Kosten nicht ausreichend untersuchter möglicher Probleme die Kontrolle über die weltweite Landwirtschaft erringen zu wollen.

### Biotechnologie
Mit Genencor, einem ursprünglich 1982 von Genentech und Corning Glassworks gegründeten Joint-Venture, übernahm DuPont 2011 einen der größten Hersteller von Lebensmittelzusatzstoffen und Enzymen (industrielle Biotechnologie). 1995 übernahm DuPont außerdem die Enzymabteilung von Solvay und 2011 Danisco.

## Umweltbilanz

### Giftige Chemikalien
DuPont hatte immer wieder mit schwerwiegenden Imageproblemen zu kämpfen, da das Unternehmen für die Freisetzung umweltschädlicher Chemikalien wie FCKW und Perfluoroctansäure (PFOA) sowie Perfluoroctansulfonsäure (PFOS) verantwortlich gemacht wird. Diese Substanzen trugen dazu bei, dass DuPont von 2008 bis 2018 durchgehend unter den Top 4 im Toxic 100 Index, einer Liste der 100 größten Luft- und Wasserverschmutzer in den USA, geführt wurde.

### Nylon
Die Einführung von Nylon in den 1950er Jahren, maßgeblich vorangetrieben durch DuPont und IG Farben, revolutionierte die norwegische Fischerei durch deutlich erhöhte Fangergebnisse. Globale Studien zeigen jedoch, dass die steigenden Fangmengen durch synthetische Netze die Seefisch-Bestände erheblich bedrohen und die daraus resultierende Überfischung zum Kollaps der Fischbestände bis 2048 führen könnte.

### Bestrebung für mehr Nachhaltigkeit
DuPont wurde 2010 in den Carbon Disclosure Project (CDP) Global 500 Leadership Index aufgenommen, der Unternehmen basierend auf ihrer Leistung in Nachhaltigkeitsmetriken auswählt, einschließlich Treibhausgasemissionen und Klimawandelrisiken. Mit einem Indexscore von 94 hebt der Index DuPonts transparenten Umgang mit klimabezogenen Informationen hervor. Zudem wurde DuPont für 2012 in den North America Dow Jones Sustainability Index (DJSI) aufgenommen, der nach Nachhaltigkeitskriterien weltweit führende Unternehmen bewertet.
Seit dem Spin-off im Jahr 2017 hat das Unternehmen sein Marketing und Branding angepasst, um eine neue Identität zu etablieren, die sich „grundlegend“ von DowDuPont unterscheidet. Im November 2019 veröffentlichte das Unternehmen eine Liste von Nachhaltigkeitsverpflichtungen, die bis 2030 erreicht werden sollen.
Am 6. Dezember 2005 klassifizierte die Zeitschrift BusinessWeek in Zusammenarbeit mit der Climate Group DuPont als Best-Practice-Leitfigur-Unternehmen beim Reduzieren seiner Treibhausgas-Emissionen. DuPont reduzierte diese um mehr als 65 Prozent im Vergleich zu den Werten von 1990, während es 7 Prozent weniger Energie verbrauchte und 30 Prozent mehr Produkt herstellte.
Am 23. Mai 2007 wurde das DuPont Nature Center am Mispillion Harbor Reserve in Delaware eröffnet. Es dient der Umweltbildung und dem Naturschutz, indem es Besuchern Einblicke in die Tier- und Pflanzenwelt der Delaware Bay bietet.

### PFAS-Skandal
Im Dezember 2005 musste DuPont der US-Bundesumweltschutzbehörde (EPA) eine Vergleichssumme in Höhe von ca. 16 Millionen Dollar zahlen, da interne Studien über die von DuPont hergestellte Chemikalie Perfluoroctansäure (PFOA), die Anhaltspunkte für eine Karzinogenität dieses Stoffes lieferten, verschwiegen worden waren. Dies ist von besonderer Brisanz, da PFOA fast unzerstörbar (persistent) und bioakkumulativ ist. Per- und polyfluorierte Alkylverbindungen (PFAS) („Ewigkeitschemikalien“), zu denen auch PFOA gehört, waren im Jahr 2023 in etwa 45 % der US-Trinkwasserproben nachweisbar. Dabei sind sowohl private Brunnen als auch öffentliche Wasserversorgungen betroffen.
Das Unternehmen wurde nach einer seit 1999 andauernden juristischen Auseinandersetzung mit von dem Anwalt Robert Bilott vertretenen Geschädigten im Jahr 2017 schuldig gesprochen, Trinkwasser kontaminiert zu haben, wodurch es zu Krankheiten (darunter Krebs) bei Nutzvieh und in der Bevölkerung kam. DuPont hatte 7100 Tonnen PFOA-Abfall in Parkersburg so fahrlässig deponiert, dass es den Weg in das Trinkwasser von 100.000 Menschen fand. Unzählige davon waren in der Folge von ganz unterschiedlichen, ernsten Krankheiten betroffen. DuPont zahlte daraufhin etwa 671,7 Millionen US-Dollar an die etwa 70.000 in der Bevölkerung Geschädigten. Dieser Rechtsstreit wurde im investigativen Dokumentarfilm The Devil We Know – Das unsichtbare Gift (2018) und im Filmdrama Vergiftete Wahrheit (2019) aufgegriffen.
Die Kleinstadt Carneys Point in New Jersey reichte 2016 eine Klage auf Entschädigung in Höhe von 1,1 Milliarden US-Dollar gegen DuPont ein wegen regionaler Umweltverschmutzungen, die durch die Herstellung chemischer Produkte, darunter Teflon, über fast ein Jahrhundert verursacht wurden. Die Klage gegen DuPont von Carneys Point in 2016 behauptete auch, dass DuPont vor der Übertragung des Eigentums an Chemours gegen das Gesetz „Industrial Site Recovery Act“ verstieß, indem es keine Sanierungsmaßnahmen durchführte.
Zwischen 2007 und 2014 gab es bei DuPont vierunddreißig Unfälle Freisetzung toxischer Chemikalien und mindestens acht Todesfälle in den USA. Ein besonders schlimmer Vorfall ereignete sich 2014 in der La Porte-Anlage, wo vier Mitarbeiter durch Methylmercaptan starben, was Fragen zur Sicherheitskultur von DuPont aufwirft.
Die aufsummierten Einzelstrafen für E.I. DuPont de Nemours and Company allein im Jahr 2018 wegen verschiedener Verstöße gegen u. a. Bestimmungen der Eisenbahnsicherheit und des Umweltschutzes sowie wegen Preisabsprachen betragen 4.234.831 US-Dollar. Von 2000 bis 2018 wurden Strafgelder in Höhe von 1,2 Milliarden US-Dollar verhängt.
Im Januar 2021 erzielten DuPont de Nemours, Corteva und Chemours eine Einigung zur Beilegung einer Sammelklage bezüglich Fällen von Gesundheitsschäden im Rahmen der Gerichtsverfahren in Ohio (Ohio-MDL), bei denen es um mit PFOA verunreinigtes Trinkwasser ging. Die Gesamtsumme der Einigung belief sich auf 83 Millionen US-Dollar, wobei DuPont und Corteva jeweils 27 Millionen US-Dollar und Chemours 29 Millionen US-Dollar beitrugen. Darüber hinaus verpflichteten sich DuPont de Nemours, Corteva und Chemours gemeinsam zur Zahlung von 4 Mrd. USD, um die Haftung für Folgeschäden durch die frühere Verwendung von PFOA und anderen per- und polyfluoralkylierten Stoffen (PFAS) zu decken. Die Vereinbarung stellt eine Aktualisierung früherer Vereinbarungen dar, in denen geregelt wurde, wie die Unternehmen die Haftung im Zusammenhang mit PFAS-Ansprüchen aufteilen würden, nachdem das Unternehmen, das früher als E. I. du Pont de Nemours and Company bekannt war, in das Trio dieser börsennotierten Unternehmen aufgeteilt worden war. Diese Einigung ergänzt die bereits 2017 im Rahmen der Prozesse in Ohio für 670,1 Millionen US-Dollar beigelegten rund 3500 Personenschadensfälle. Robert Bilott hat damit insgesamt über 753 Millionen US-Dollar an Schadensersatzzahlungen für die betroffenen Personen zugesprochen bekommen.
Im Februar 2024 vereinbarte DuPont de Nemours zusammen mit seinen Ausgründungen eine Zahlung von 1,185 Milliarden US-Dollar zur Beilegung von Klagen wegen Kontamination öffentlicher Wassersysteme durch die Produktion von PFAS. Eine Eingabe von DuPont bei der US-amerikanischen Börsenaufsicht Securities and Exchange Commission (SEC) offenbarte, dass dessen Anteil bei 400 Millionen US-Dollar liegt. Der Fall behandelt Umweltverstöße speziell im Zusammenhang mit PFAS/PFOA und wurde vor dem Bundesgericht in South Carolina verhandelt.

## Mitgliedschaften
DuPont war Mitglied des Netzwerks Europäische Bewegung Deutschland und bei HRAC (Verbund zur Entwicklung von Maßnahmen gegen Herbizidresistenzen).